# San Diego Union Station
San Diego Union Station – stacja kolejowa w San Diego, w stanie Kalifornia, w Stanach Zjednoczonych. Stacja została otwarta w 1887. Posiada 4 perony. W 2008 obsłużyła ponad 912 tys. pasażerów. Obok stacji mieści się otwarty w dniu 26 lipca 1981 przystanek lekkiej kolei miejskiej San Diego Trolley Santa Fe Depot obsługiwany przez tramwaje linii pomarańczowej i zielonej.

## Połączenia
| nazwa połączenia   | rodzaj linii     | stacja docelowa                                   | operator                      |
| ------------------ | ---------------- | ------------------------------------------------- | ----------------------------- |
| Pacific Surfliner  | kolej regionalna | San Luis Obispo                                   | Amtrak                        |
| Coaster            | kolej podmiejska | Ocean Transit Center                              | North County Transit District |
| Zielona linia      | szybki tramwaj   | 12th & Imperial Transit Center/Santee Town Center | San Diego Trolley             |
| Pomarańczowa linia | szybki tramwaj   | El Cajon Tranit Center                            | San Diego Trolley             |

## Połączenia autobusowe
- Linie autobusowe MTS: 2, 83, 210, 923, 992[1]

## Oznaczenie historyczne
- National Register of Historic Places #NPS-72000248

## Galeria zdjęć

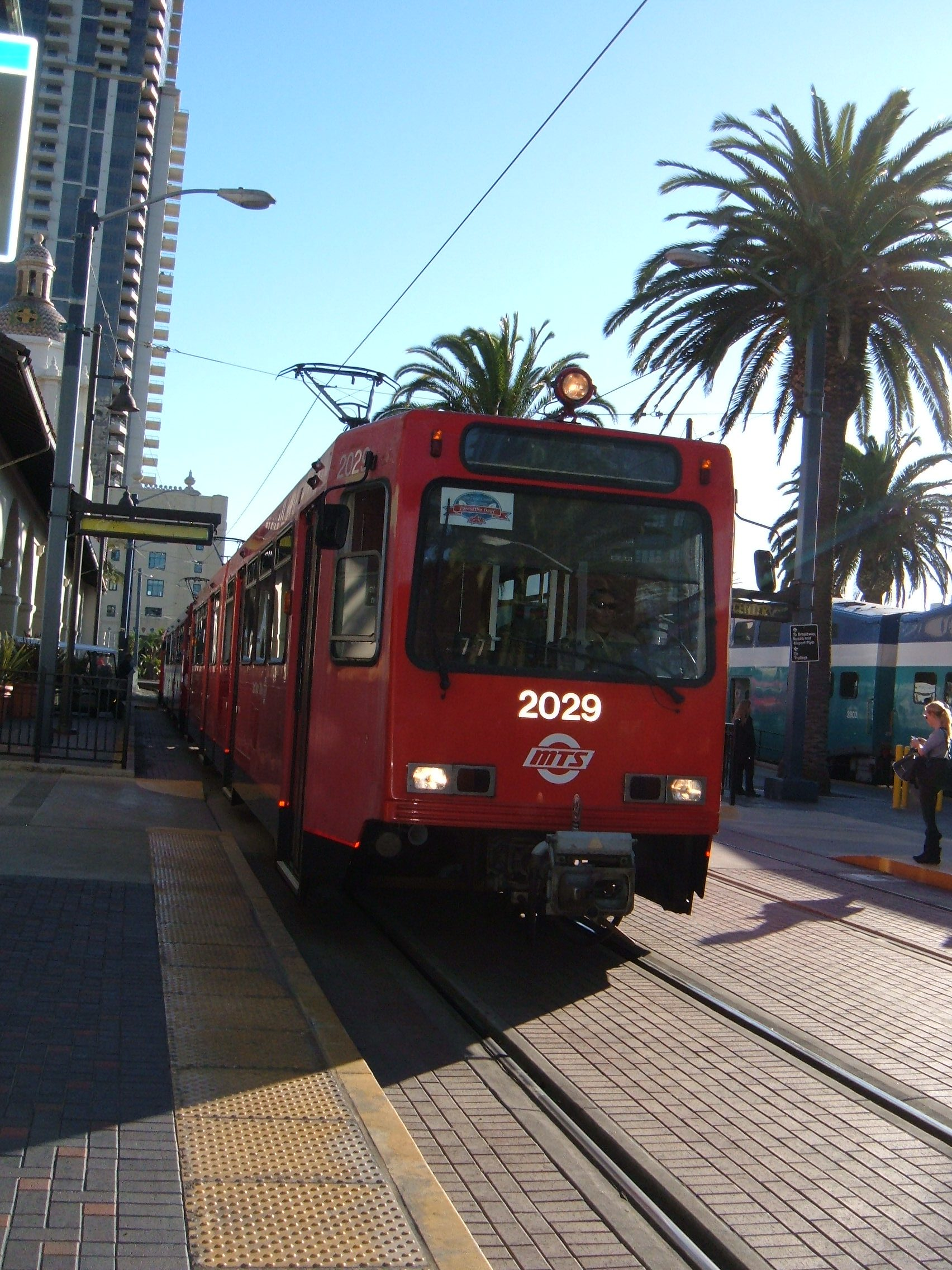
Skład trzech tramwajów marki Siemens SD 100 wjeżdża na przystanek przy dworcu kolejowym
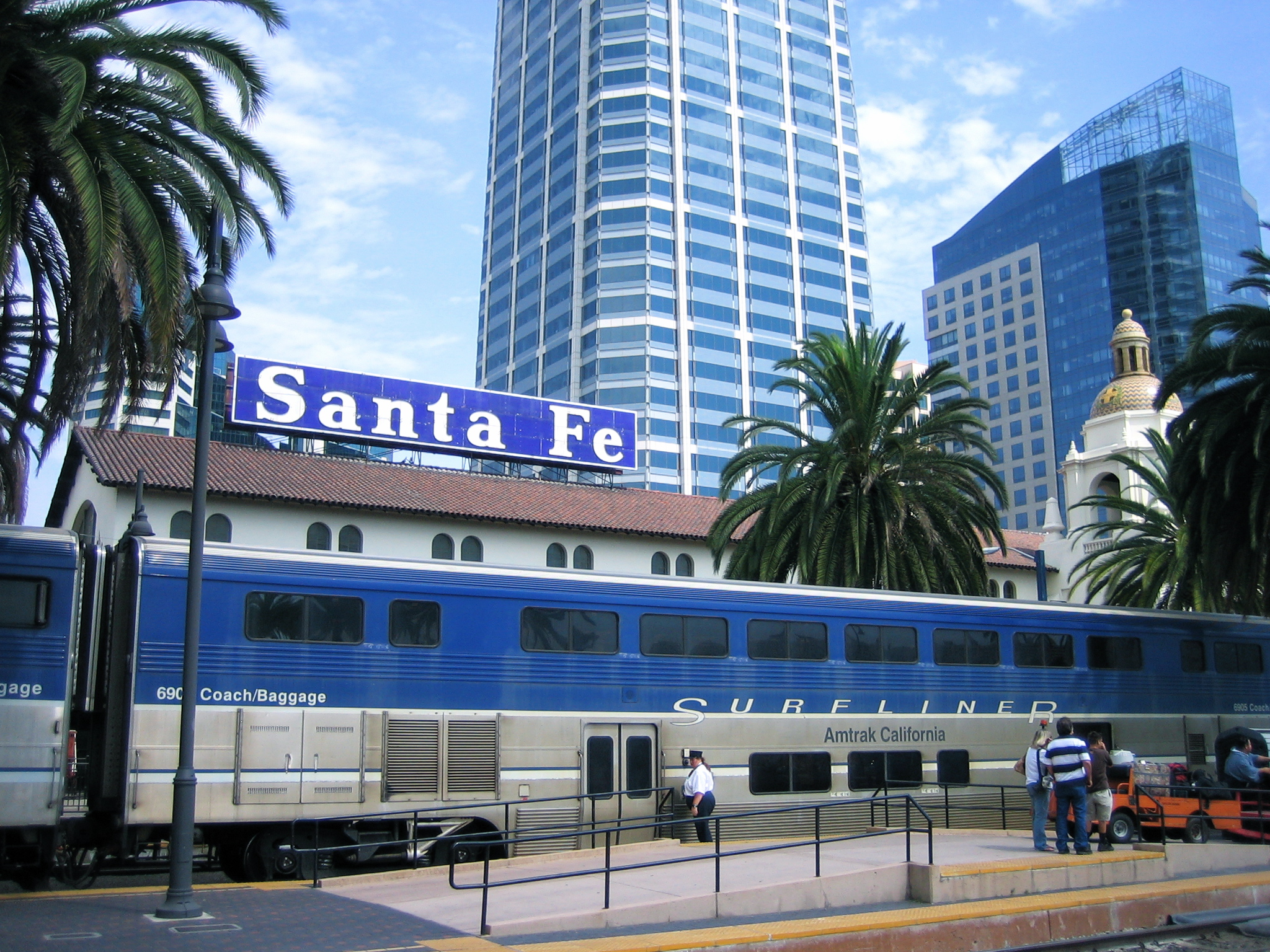
Pociąg Pacific Surfliner na peronie stacji
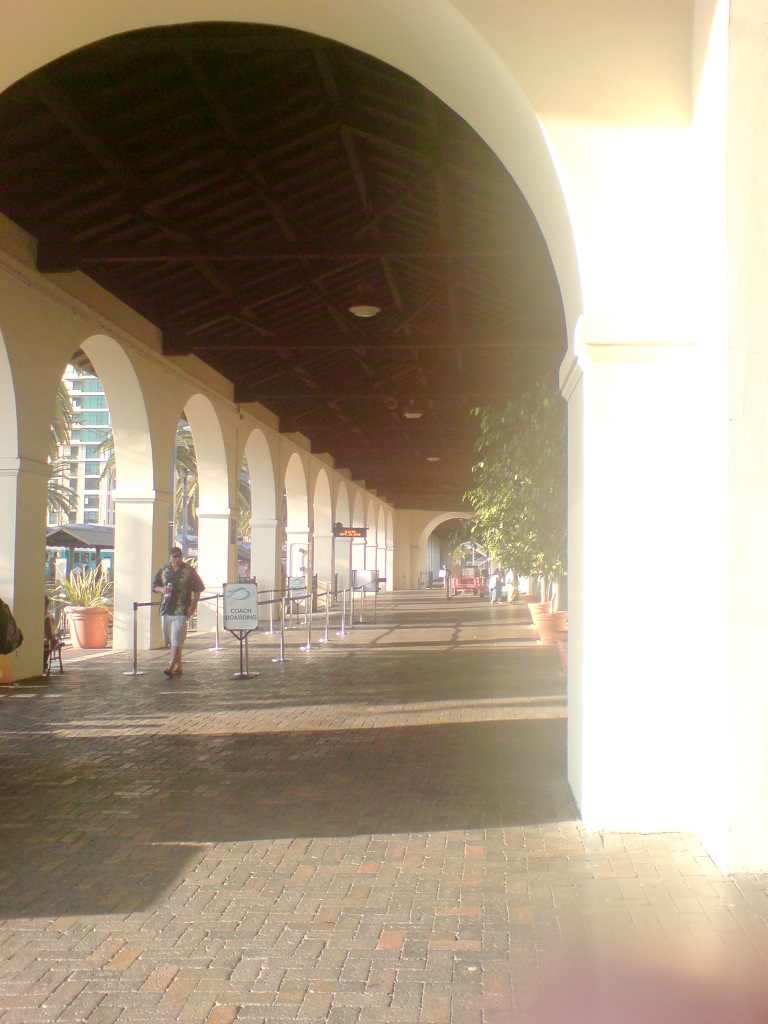
Wejście na peron, na którym mają prawo przebywać tylko osoby z biletami kolejowymi
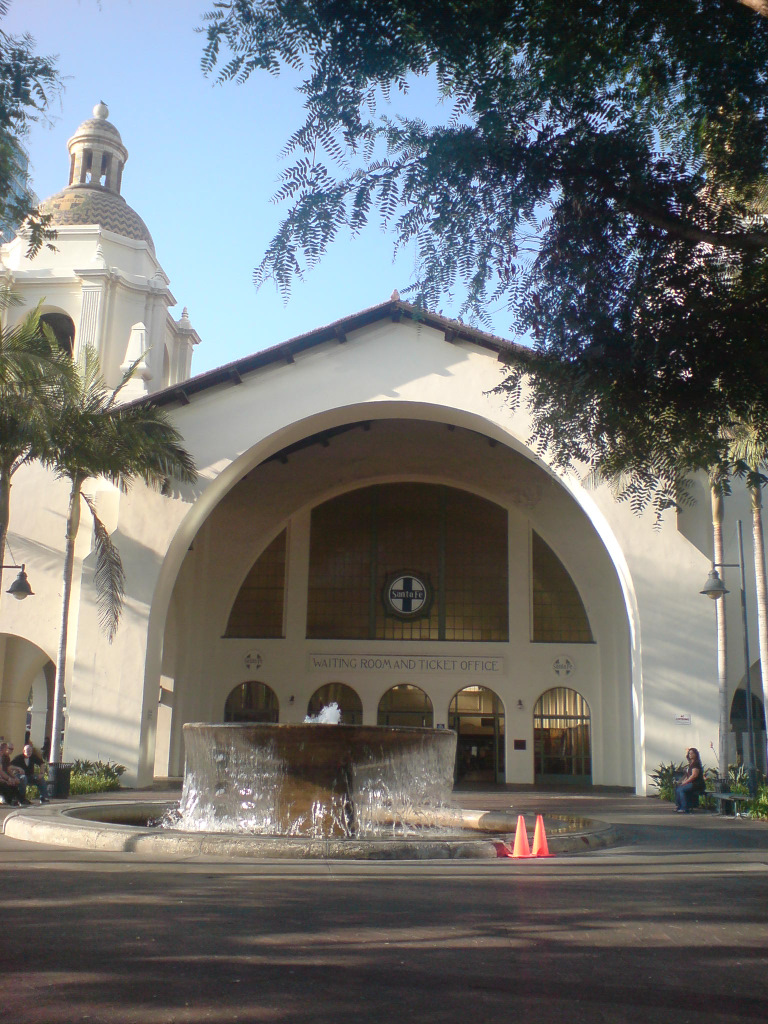
Fronton gmachu Santa Fe Depot
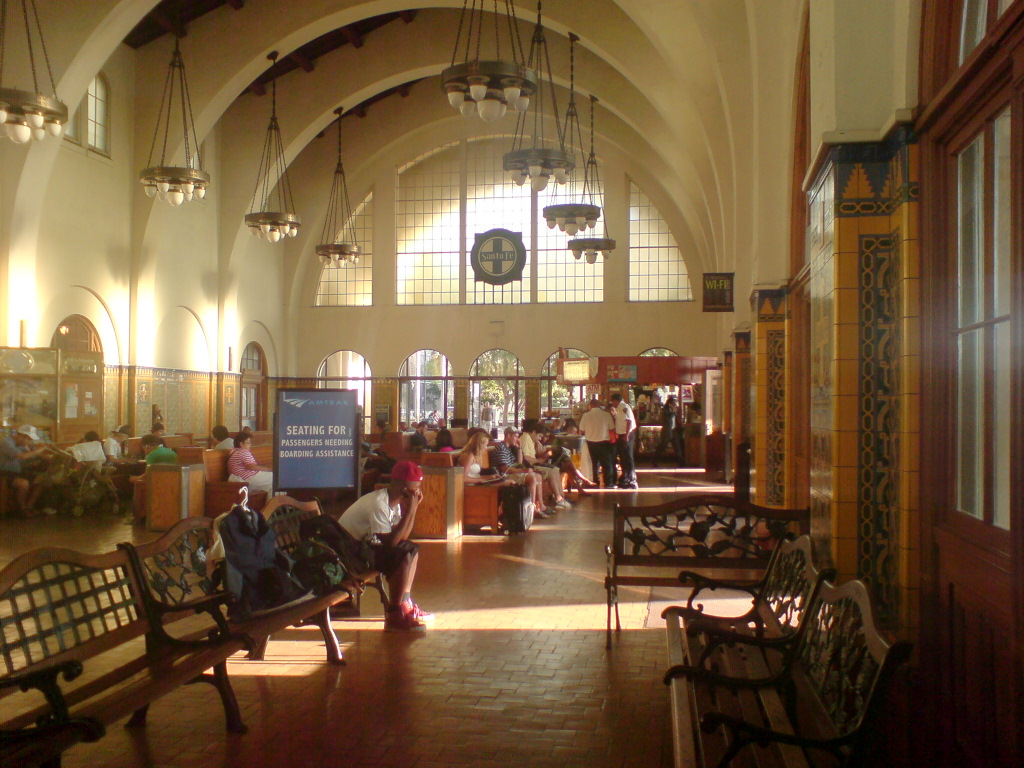
Wnętrze budynku Santa Fe Depot w godzinach szczytu
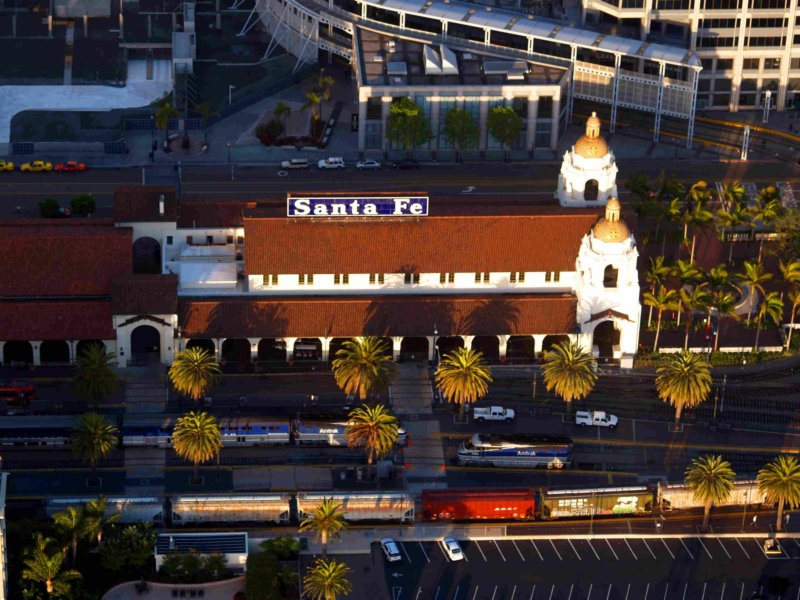
Widok na gmach stacji Santa Fe Depot z lotu ptaka